# Sinnbergtunnel
Der Sinnbergtunnel ist ein 2159 m langer Eisenbahntunnel der Schnellfahrstrecke Hannover–Würzburg, östlich der unterfränkischen Stadt Rieneck. Die Röhre nimmt zwei Gleise auf, die planmäßig mit bis zu 250 km/h befahren werden.

## Verlauf
Der Tunnel verläuft in nord-südlicher Richtung. Das Nordportal liegt in einer Gerade, der Rest des Tunnels ein einem Bogen von 7.000 m Radius, an den sich beidseitig Übergangsbögen anschließen. Die Gradiente fällt dabei in südlicher Richtung mit durchgehend 1,5 Promille ab.
Die Röhre liegt in Schichten des Buntsandstein. Die Überdeckung liegt bei bis zu 120 m. Sie liegt auf dem Gebiet der Gemarkungen Rieneck und Schaippach.
Südlich schließt sich, nach einem kurzen Erdbauabschnitt, die Sinntalbrücke Schaippach an. Im Norden folgt der Betriebsbahnhof Burgsinn.

## Geschichte

### Planung
Nach dem Planungsstand von Ende 1977 war eine Länge von 2042 m für das Bauwerk vorgesehen. Trassen- und Gradientenverlauf entsprachen dabei bereits dem später realisierten Entwurf. Im Herbst 1981 lag die geplante Länge bei 2065 m.

### Bau
Die Arbeiten wurden am 2. Dezember 1980 an eine Arbeitsgemeinschaft der Unternehmen Kunz, Züblin und Kronibus vergeben. Die Bauarbeiten begannen im gleichen Monat (im selben Monat wurde auch am Einmalbergtunnel mit dem Bau begonnen). Der Tunnel zählte zu den ersten Bauwerken, die im Schnellfahrstreckenabschnitt zwischen Fulda und Würzburg im Bau waren.
Der Tunnel wurde am 25. Februar 1981 angeschlagen. Die Tunnelpatin Sonja-Maria Maak, die Ehefrau des damaligen Neubaustrecken-Bauleiters im Südabschnitt, Helmut Maak, löste am 25. Februar 1981 mit einem Knopfdruck die erste Sprengung aus. Es war der erste Tunnelanschlag der Strecke.
Bei Baubeginn lag die geplante Länge bei 2.065 m (Baukilometer 269,996 bis 271,061), die Baukosten bei 55 Millionen D-Mark. 430.000 Kubikmeter Material sollten aus dem Berg geholt werden.
Der Tunnel wurde in Spritzbetonbauweise errichtet. Dabei wurde im Stiebtal ein Zwischenangriff angelegt. 180 Männer arbeiteten auf der Baustelle.
Die Röhre sollte ursprünglich am 10. August 1982 durchgeschlagen werden. Aufgrund schwieriger geologischer Verhältnisse kam es zu Verzögerungen, die auch die Baukosten um fünf Millionen D-Mark steigen ließen. Am 28. September 1982 beendete die Tunnelpatin mit der letzten Sprengung symbolisch die Vortriebsarbeiten.
Während der Bauphase wurde die Röhre auch als "Objekt 24" bezeichnet. Sie war bereits 1983 im Rohbau fertig und begehbar. Er wurde als erster Tunnel im Südabschnitt fertiggestellt. Im August 1985 waren im Tunnel bereits die Gleise gelegt.

### Betrieb
Im Tunnel wurden Versuchsfahrten zum Nachweis von druckertüchtigten Schienenfahrzeugen gefahren.
Als Teil eines Vorhabens zur Erhöhung der zulässigen Geschwindigkeit auf der Schnellfahrstrecke auf bis zu 300 km/h wurden vom 29. August bis 6. September 2024 im Bereich des Tunnels Begegnungsversuche zwischen einem mit bis zu 320 km/h geplanten ICE 3 und einem Güterzug gefahren. Ein gemischter Güterzug mit zwei Lokomotiven der Baureihe 145, verschiedenen Güterwagen (wie geschlossenen Autotransportwagen, mehreren Containerwagen, Flachwagen mit Wechselpritschen, Schiebewandwagen und Schiebeplanwagen) sowie einem Messwagen der DB Systemtechnik stand im nördlichen Bereich des Tunnels. Die Güterwagen waren mit Sensoren und Kameras bestückt, ferner wurden am Südportal die meteorologischen Bedingungen sowie Bewegungen der Oberleitung (mittels Zeilenkameras) aufgezeichnet. Der Streckenabschnitt zwischen den Betriebsbahnhöfen Rohrbach und Burgsinn wurde zwischen 9 und 17 Uhr gesperrt. Der ICE-3M-Triebzug 4610 befuhr den Abschnitt zwischen Fulda und Würzburg in dieser Zeit viermal täglich in „grüner Welle“.

## Technik
Im Tunnel stehen zwei Vorsignale des Betriebsbahnhofs Burgsinn sowie zwei Blockkennzeichen.